# Lea (wdowa rzymska)
Lea, wdowa rzymska (zm. ok. 384 w Rzymie) – rzymska matrona, uczennica i dobrodziejka św. Hieronima ze Strydonu, zwana przez niego głową (princeps) klasztoru i matką dziewic, święta Kościoła katolickiego.
Została pochowana w Ostii.
Jej wspomnienie liturgiczne obchodzone jest 22 marca.